# West Indies Cricket Team in Pakistan in der Saison 1991/92
Die Tour des West Indies Cricket Teams nach Pakistan in der Saison 1991/92 fand vom 20. bis zum 24. November 1991 statt. Die internationale Cricket-Tour war Bestandteil der Internationalen Cricket-Saison 1991/92 und umfasste drei ODIs. Die West Indies gewannen die ODI-Serie 2–0.

## Vorgeschichte
Beide Mannschaften spielten zuvor zusammen mit Indien ein Drei-Nationen-Turnier in den Vereinigten Arabischen Emiraten, das Pakistan für sich entschied.
Das letzte Aufeinandertreffen der beiden Mannschaften bei einer Tour fand in der Saison 1990/91 in Pakistan statt.

## Stadien
Die folgenden Stadien wurden für die Tour als Austragungsort vorgesehen.
| Stadion          | Stadt      | Kapazität | Spiele |
| ---------------- | ---------- | --------- | ------ |
| Iqbal Stadium    | Faisalabad | 18.000    | 3. ODI |
| National Stadium | Karachi    | 34.228    | 1. ODI |
| Gaddafi Stadium  | Lahore     | 60.000    | 2. ODI |

## Kaderlisten
Die folgenden Kader wurden von den Mannschaften benannt.
| ODI | ODI |
| Pakistan | West Indies |
| --- | --- |
| - Aamer Sohail - Aaqib Javed - Ijaz Ahmed - Imran Khan - Inzamam-ul-Haq - Javed Miandad - Moin Khan - Mushtaq Ahmed - Rameez Raja - Saleem Malik - Waqar Younis - Wasim Akram - Zahid Fazal | - Curtly Ambrose - Keith Arthurton - Ian Bishop - Anderson Cummins - Desmond Haynes - Desmond Haynes - Carl Hooper - Brian Lara - Malcolm Marshall - Patrick Patterson - Richie Richardson - Philo Wallace - David Williams |

## One-Day Internationals

### Erstes ODI in Karachi
| 20. November Scorecard | Karachi | West Indies 170-6 (34/34)       | – | Pakistan 146 (33.5/34) |
|                        |         | West Indies gewinnt mit 24 Runs |   |                        |

### Zweites ODI in Lahore
| 22. November Scorecard | Lahore | West Indies 186-5 (39/39) | – | Pakistan 186-9 (39/39) |
|                        |        | Unentschieden             |   |                        |

### Drittes ODI in Faisalabad
| 24. November Scorecard | Faisalabad | West Indies 204-5 (40/40)       | – | Pakistan 187-8 (40/40) |
|                        |            | West Indies gewinnt mit 17 Runs |   |                        |